# 卢荣景
卢荣景（1933年8月—），男，安徽庐江人，中华人民共和国政治人物。曾任中共安徽省委书记，安徽省人民政府省长。

## 生平
1954年12月加入中国共产党。历任安徽省铜官山矿党委副书记、矿长，中共铜陵市委副书记，中共马鞍山市委副书记，安徽省工业交通办公室副主任，经济委员会副主任，中共安徽省委常委、组织部部长、省委副书记。1987年6月任安徽省人民政府省长。同年11月在中共第十三次全国代表大会上当选为中央委员。1988年4月任中共安徽省委书记。1989年4月辞去安徽省省长职务。1992年10月在中共第十四次全国代表大会上继续当选为中央委员。